# Melinopterus pubescens
Melinopterus pubescens är en skalbaggsart som beskrevs av Sturm 1800. Melinopterus pubescens ingår i släktet Melinopterus och familjen Aphodiidae. Inga underarter finns listade i Catalogue of Life.